# Kleo
Kleo ist eine deutsche Action-Thrillerserie, die unter der Regie von Viviane Andereggen und Jano Ben Chaabane von Hanno Hackfort, Richard Kropf, Bob Konrad und Elena Senft mit Zeitsprung Pictures für Netflix produziert wurde. Protagonistin der Serie ist Kleo Straub, eine ehemalige DDR-Auftragsmörderin, die von Jella Haase gespielt wird. Nachdem sie nach einem Einsatz unter einem Vorwand in der DDR verhaftet wird und bis zum Ende der DDR drei Jahre im Gefängnis verbringen muss, beginnt Kleo einen Rachefeldzug, der viele Beteiligte das Leben kosten wird.
Die zweite Staffel wurde am 25. Juli 2024 veröffentlicht.

## Handlung
Die Folgen der ersten Staffel öffnen mit dem Zitat: „Es ist eine wahre Geschichte, aber nichts davon ist wirklich passiert“, was verdeutlichen soll, dass die Macher nicht historisch akkurat arbeiten wollten, sondern mit der fiktiven Handlung nur die Mentalität der Berliner Wendezeit einfangen möchten.
Kleo Straub, Enkelin eines Stasi-Funktionärs des Ministeriums für Staatssicherheit der DDR („Stasi“) und selbst eine „Tschekistin“, führt für die „Stasi“ Missionen als Auftragsmörderin aus. Nach einem Auftragsmord im Jahr 1987 im West-Berliner Club Big Eden wird sie am nächsten Tag des Hochverrats bezichtigt, verhaftet und in der DDR ins Gefängnis gesperrt. Dort ist sie brutaler Gewalt ausgesetzt und wird so schwer verletzt, dass sie ihr ungeborenes Kind verliert. Nach drei Jahren kommt sie aufgrund der Generalamnestie für politische Gefangene mit dem Fall der Berliner Mauer frei.
Sie will herausfinden, wer sie ins Gefängnis gebracht hat und aus welchen Gründen sie von der Stasi „deaktiviert“ wurde. Dabei geht sie einer Geheimdienstverschwörung auf den Grund, die Verstrickungen auch in die BRD aufweist. Ihr Rachefeldzug fordert viele Opfer und sie macht sich zur Zielscheibe verschiedener Personen, die ihr fortan auf der Spur sind. Einer davon ist der Westberliner Polizist Sven Petzold, der Kleo bei ihrem Einsatz im Big Eden gesehen und den Mord als Einziger als solchen erkannt hat. Er erhofft sich durch die Lösung des Falls einen Karrieresprung und verfolgt Kleo durch Berlin, Mallorca und Chile.

## Produktion und Hintergründe

### Idee und Entstehung
Die Idee zur Serie stammt von Hanno Hackfort, Richard Kropf und Bob Konrad, die in der Filmbranche als HaRiBo bekannt sind, und der Autorin Elena Senft. Regie führten Viviane Andereggen und Jano Ben Chaabane, die Produktion lag bei Michael Souvignier und Till Derenbach von Zeitsprung Pictures, das Kostüm gestaltete Ramona Klinikowski. Set, Musik und Styling sind nostalgischen Elementen entnommen.
Das HaRiBo-Autorenteam lässt mit der Information, „Das ist eine wahre Geschichte. Nichts davon ist wirklich passiert“, zu Beginn erkennen, dass die historischen Begebenheiten bei Kleo keine Priorität haben. Ebenfalls ist die zeitgemäße Wiedergabe der historischen Ereignisse sowie Glaubwürdigkeit kein Fokus der „schrillen Agenten-Komödie“.
Die Serie ist durchzogen von einer Vermischung realer und fiktiver Elemente aus der Geschichte der DDR. So spielt beispielsweise der real existierende rote Geheimkoffer von Stasi-Chef Erich Mielke in der Serie eine wichtige Rolle (Mielkes roter Koffer), andererseits kommt es zur fiktiven Ermordung Mielkes, was nicht auf wahren Begebenheiten beruht. Weitere Beispiele sind Kleos Besuch bei Margot Honecker in Chile nach dem Fall der Mauer.
Jella Haase spielt laut Vogue „mit Haut und Haar. Wenn sie kämpft (und dabei kommt es zu teils comicartigen Kampfsportszenen), dann mit jeder Faser ihres Körpers und Gesichts.“ Haase durfte ihre Rolle als Kleo Straub selbst mitgestalten. In einem Interview mit dem Bayerischen Rundfunk erzählte sie, dass sie von der Eiskunstläuferin Katarina Witt inspiriert war: „Ich hab’ ein bisschen in ihrem Ehrgeiz, ihrer Disziplin und auch in ihrer Korrektheit ein Rollenvorbild gesucht. Oder ich hab gesagt, Kleo, die will ja eigentlich diesen Beruf nicht weiter machen, die geht in die Kaderschmiede für Eiskunstlauf, solche Sachen. Dann stellt sie sich ja einmal auch als Katharina Litt vor. So Kleinigkeiten.“

### Drehorte und Veröffentlichung
Drehorte waren Berlin, Eisenhüttenstadt, Mallorca und Potsdam. In Eisenhüttenstadt wurde insbesondere im Rathaus und um das Krankenhaus gedreht. In Potsdam, der einzigen UNESCO Creative City of Film in Deutschland, entstanden Aufnahmen um den Gertrud-Droste-Platz. Hier ist in der Donarstraße vor allem das Haus von Kleo als einer der Hauptspielorte zu finden. Die Szenen am Berliner Grenzübergang entstanden ebenfalls in Potsdam: Die Berliner Mauer und dortige Kontrollpunkte und umliegende Straßenzüge wurden im Kulissenviertel „Metropolitan Backlot“ von Studio Babelsberg nachgebaut.
Eine zweite Staffel wurde 2023 produziert.
Im Juli 2023 fanden dazu wieder Dreharbeiten in Potsdam statt. Die Produktionsfirma bezog im ehemaligen Postamt am S-Bahnhof Babelsberg ihre temporäre Niederlassung. Hier waren unter anderem die Ausstattungs- und Kostümabteilung sowie die Aufnahme- und Herstellungsleitung untergebracht. Drehort war wiederholt die Babelsberger Donarstraße mit dem Wohnhaus von Kleo und Thilo. Das Haus 1 auf dem Campus Griebnitzsee der Universität Potsdam, ehemals Präsidialgebäude vom Deutschen Roten Kreuz, hielt von außen und innen als „Residentur des KGB in Berlin“ her. Eindrücklich ist das Foyer zu sehen. In der Innenstadt diente das Ufer am Restaurant „Seerose“ als Kulisse für das erste Aufeinandertreffen von Kleo und Jutta sowie Kleo und ihrem ehemaligen Ausbilder im „Café Sputnik“. Die dort entstandenen Aufnahmen komplettieren mit den Hochhäusern der Neustädter Havelbucht aus den 1970er und 80er-Jahren im Szenenhintergrund den Eindruck der „Ostmoderne“. Für ein Familienfoto in der Folge „Harald“ diente ein Haus in der Kolonie Alexandrowka als russische Blockhauskulisse. Ein abschließender Drehblock fand im Herbst 2023 in Belgrad statt.
Die erste Folge der zweiten Staffel hatte am 6. Juni 2024 ihre Weltpremiere auf dem Seriencamp-Festival in Köln. Die gesamte zweite Staffel wurde am 25. Juli 2024 auf Netflix veröffentlicht und besteht aus sechs Episoden.

## Besetzung
| Rollenname       | Schauspieler         | Staffel |
| ---------------- | -------------------- | ------- |
| Kleo Straub      | Jella Haase          | 1–2     |
| Sven Petzold     | Dimitrij Schaad      | 1–2     |
| Thilo            | Julius Feldmeier     | 1–2     |
| Andi Wolf        | Vladimir Burlakov    | 1       |
| Uwe Mittig       | Vincent Redetzki     | 1–2     |
| Anja/Ramona      | Marta Sroka          | 1–2     |
| Anne Geike       | Alessija Lause       | 1       |
| Jenny            | Thandi Sebe          | 1       |
| Frederik Lembach | Taner Sahintürk      | 1–2     |
| Otto Straub      | Jürgen Heinrich      | 1       |
| Margot           | Steffi Kühnert       | 1–2     |
| Min Sun          | Yun Huang            | 1       |
| Holger           | Anselm Bresgott      | 1–2     |
| Brigitte Straub  | Anna Stieblich       | 2       |
| Junge Kleo       | Rosa Wirtz           | 2       |
| Nikolai Shukow   | Andrej Kaminsky      | 2       |
| Rose Carmichael  | Robin Gooch          | 2       |
| Ciana            | Alli Neumann         | 2       |
| Kalle Stichler   | David Bredin         | 1–2     |
| Gunter Rossbach  | Markus von Lingen    | 2       |
| DJ Dopi          | Jonas Stenzel        | 1–2     |
| Junge Brigitte   | Jytte-Merle Böhrnsen | 1–2     |

## Episodenliste

### Staffel 1
| Nr. (ges.)                                                                       | Nr. (St.) | Originaltitel            | Regie              | Drehbuch       |
| -------------------------------------------------------------------------------- | --------- | ------------------------ | ------------------ | -------------- |
| 1                                                                                | 1         | Big Eden                 | Viviane Andereggen | Richard Kropf  |
| 2                                                                                | 2         | Das Wiedersehen          | Viviane Andereggen | Bob Konrad     |
| 3                                                                                | 3         | Schnee in Sóller         | Viviane Andereggen | Hanno Hackfort |
| 4                                                                                | 4         | Der Minister             | Jano Ben Chaabane  | Elena Senft    |
| 5                                                                                | 5         | Uwe                      | Jano Ben Chaabane  | Elena Senft    |
| 6                                                                                | 6         | Objekt Else              | Jano Ben Chaabane  | Hanno Hackfort |
| 7                                                                                | 7         | Schnepfe und Miesmuschel | Jano Ben Chaabane  | Bob Konrad     |
| 8                                                                                | 8         | Die lila Hexe            | Viviane Andereggen | Richard Kropf  |
| Die komplette erste Staffel wurde am 19. August 2022 auf Netflix veröffentlicht. |           |                          |                    |                |

### Staffel 2
| Nr. (ges.)                                                                      | Nr. (St.) | Originaltitel          | Regie        | Drehbuch                |
| ------------------------------------------------------------------------------- | --------- | ---------------------- | ------------ | ----------------------- |
| 9                                                                               | 1         | Das Seepferd           | Isabel Braak | Bob Konrad              |
| 10                                                                              | 2         | Objekt Moni            | Isabel Braak | Katharina Sophie Brauer |
| 11                                                                              | 3         | Der Bär                | Nina Vukovic | Hanno Hackfort          |
| 12                                                                              | 4         | Molle und Korn         | Isabel Braak | Katharina Sophie Brauer |
| 13                                                                              | 5         | Liebesgrüße aus Moskau | Isabel Braak | Hanno Hackfort          |
| 14                                                                              | 6         | Harald                 | Nina Vukovic | Bob Konrad              |
| Die komplette zweite Staffel wurde am 25. Juli 2024 auf Netflix veröffentlicht. |           |                        |              |                         |

## Rezeption

### Kritiken
Das Vogue-Magazin schrieb:

„Kleo ist schnell, dolle, und unglaublich unterhaltsam. Die Farben sind poppig, die Looks und Charaktere in ihren Stereotypen teils übertrieben – aber charmant: Da ist der westdeutsche Techno-Jünger, der zum günstigen und exzessiven Feiern und Partydrogenkonsum nach Ostberlin kommt (und zu Kleos Verbündetem und Mitbewohner wird), der trottelige Polizist, die linientreuen Ex-Stasimitarbeitenden, der verbitterte Großvater.“

Der Bayerische Rundfunk beschrieb die schauspielerische Leistung von Haase:

„Jella Haase verkörpert die denunzierte Agentin mit einer kindlichen Verletzlichkeit und Offenheit, die trotzig brummend auf den Boden stampft und vor einem Rachemord auch mal eine Tanzperformance einlegt.“

Der Standard beschreibt die Serie:

„In Kleo läuft das Sandmännchen im Fernsehen, statt Coca-Cola wird Club-Cola getrunken. DDR-Ostalgie findet ihren Platz, die Serie zeigt aber auch, wie vergeblich versucht wurde, ein Regime in seinen letzten Tagen am Leben zu erhalten.“

Die FAS kritisiert die Netflixserie:

„So wird schon von der ersten Minute an klar, dass es weniger um das Drama geht, sondern vor allem darum, dem deutschen Fernsehen eine neue Figur zu schenken: ein Postwende-Riot-Girlie mit realsozialistischen Superkräften, so was wie die Tochter von Nina Hagen und Uma Thurman, eine Art Kill-Bill-Braut aus Pankow. Doch so viel Potential die Figur auch hat und so erkennbar die Ambitionen der Autoren sind, ihre Geschichte mit angemessener Überdrehtheit zu erzählen, so spröde bleibt ihr Charme und so träge sind oft ihre Gags.“

Die Welt konstatiert:

„Die Macher von ‚4 Blocks‘ haben Kleos Schlamassel angerichtet. Sie scherten sich nicht sonderlich um historische Wahrheiten. Um den echten popkulturellen Geschmack von früher schon. Schrill, schnell, schräg, schmutzig ist ‚Kleo‘. Bekommt man in keine Dose. Schmeckt aber grandios. Was wiederum an Jella Haase liegt. Jella Haase ist Kleo. Sie hat den kompletten Mörderkoffer des Spioninnenschauspiels dabei. Und sie benutzt alles, was drin ist. Kann in Millisekunden von Göre auf Grandezza schalten. Wer danach nicht flach vor ihr auf dem Boden liegt, braucht dringend eine Suppe.“

Der Freitag zieht eine positive Bilanz:

„Kleo ist überaus gelungene und von den Regisseuren Viviane Andereggen und Jano Ben Chaabane immer wieder überraschend inszenierte Unterhaltung, die zugleich mit einnehmender Leichtherzigkeit mit den Verletzungen und Kränkungen der deutschen Wiedervereinigung spielt, ohne sich achtlos darüber lustig zu machen. Selbst das Ende, das etwas zu harmoniebedürftig auf die symbolische Versöhnung zwischen Ost und West setzt, kann man verzeihen.“

Auch von der internationalen Presse erhielt die Serie zumeist positive Kritiken. Kleo, so John Powers vom US-amerikanischen National Public Radio (NPR) erinnere ihn an Killing Eve, lobt jedoch die Darsteller:

„Wenn Killing Eve ein Soufflé war, ist Kleo ein Knödel. Aber ein leckerer. Ich habe alle acht Episoden in zwei Tagen verschlungen. Das liegt zum Teil daran, dass die Hauptdarsteller hervorragend sind. Mit Anklängen an Elisabeth Moss und Florence Pugh treibt Haase die Serie mit einer stacheligen Hauptrolle voran, die uns das tiefe Gefühl des Verlusts spüren lässt, das den Kern von Kleos tödlichem Draufgängertum auffrisst. Als Sven ist Schaad anfangs so nervig, dass ich ihm eine Ohrfeige verpassen wollte, doch am Ende merkte ich, dass seine Leistung gut moduliert war, um Kleo – und uns – nach und nach für sich zu gewinnen.“

Der Guardian erkennt ebenfalls eine Ähnlichkeit zur britischen Fernsehserie und beschreibt sie daher als „German Killing Eve“ und konstatiert: 

„Auf den ersten Blick scheint es, als ob die Serie auch den für Killing Eve typischen Humor übernommen hätte.“

Und bemängelt die fehlende Originalität mit seinen unglaubwürdigen Zufällen und bekannten Versatzstücken aus anderen Thrillern, wofür die Rezensentin der Serie nur drei von fünf möglichen Sternen verleiht. Sie schließt jedoch mit dem versöhnlichen Fazit, dass Kleo dennoch ein unterhaltsames, hoch stilisiertes und filmisches Abenteuer sei.
Die New York Times rezensiert im Juli 2024 die Staffeln eins und zwei, vergleicht die Serie ebenfalls mit Killing Eve und urteilt positiv:

„Kleo, dessen zweite Staffel letzte Woche auf Netflix Premiere feierte, ist eine eigene Serie, und je nach Geschmack ist sie vielleicht die bessere der beiden Serien. Sie ist leichter und geradliniger in ihrer Erzählweise und ihrem Humor, aber genauso bewegend und mitreißend. Sie hat nicht das Filigrane von ‚Killing Eve‘, nicht den gleichen Grad an barockem Einfallsreichtum, aber sie ist auf ihre eigene, zwanglosere, menschlichere Art genial.“

Der US-amerikanische Autor Stephen King empfiehlt seinen Fans die Serie über Twitter:

„Was für eine frische Brise! Spannend und auch sehr lustig. Ich frage mich allerdings, woher Kleo ihr Geld hat. Nach Mallorca zu fliegen war sicher nicht billig, selbst 1989 nicht. Na ja – einfach genießen.“

### Auszeichnungen und Nominierungen
- Nominierung durch den US-amerikanischen Kritiker-Verband Broadcast Television Journalists Association für den Critics’ Choice Television Award 2023 als Best Foreign Language Series.[25]
- Romy 2023 für Jella Haase, beste Schauspielerin Serie/Reihe.[26]
- Romy 2023 Branchenpreis, nominiert für das Beste Drehbuch TV/Streaming.[27]
- Grimme-Preis 2023 im Bereich Fiktion für Buch (Hanno Hackfort, Bob, Konrad, Richard Kropf, Elena Senft), Regie (Viviane Andereggen, Jano Ben Chaabane) und Darstellerin Jella Haase.[28]
- Jupiter Award für Jella Haase, beste Schauspielerin TV / Streaming.[29]
- Deutscher Schauspielpreis 2023: Nominierungen für Vincent Redetzki (beste dramatische Nebenrolle), Julius Feldmeier (beste komödiantische Rolle).[30] Preis für bestes Duo: Jella Haase und Dimitrij Schaad.[31]
- Blauer Panther TV & Streaming Award 2023: Nominierung für den Publikumspreis als Beliebteste Serie.[32] Nominierungen beste Schauspielerin für Jella Haase und bester Schauspieler für Dimitrij Schaad.[33]
- Deutscher Fernsehpreis 2023: Nominierungen für Viviane Andereggen und Jano Ben Chabaane (Beste Regie Fiktion), Elena Senft, Hanno Hackfort, Richard Kropf und Bob Konrad (Bestes Buch Fiktion).[34] Auszeichnung als „beste Dramaserie“ und Preis für Jella Haase (Beste Schauspielerin).[35]
- DAfFNE 2023: Nominierungen für Ramona Klinikowski (Kostümbild), Elena Senft, Hanno Hackfort, Richard Kropf, Bob Konrad (Drehbuch).[36] Auszeichnungen für bestes Szenenbild Isabel von Foster, beste Bildgestaltung Tobias Koppe und Martin Langer, beste Schauspielerin Hauptrolle Jella Haase.[37]